# Сен-Мартен-де-ла-Мер
Сен-Марте́н-де-ла-Мер (фр. Saint-Martin-de-la-Mer) — коммуна во Франции, находится в регионе Бургундия. Департамент коммуны — Кот-д’Ор. Входит в состав кантона Льерне. Округ коммуны — Бон.
Код INSEE коммуны — 21560.

## Население
Население коммуны на 2010 год составляло 293 человека.
| 1962 | 1968 | 1975 | 1982 | 1990 | 1999 | 2010 |
| ---- | ---- | ---- | ---- | ---- | ---- | ---- |
| 375  | 357  | 296  | 294  | 288  | 286  | 293  |

## Экономика
В 2010 году среди 170 человек трудоспособного возраста (15—64 лет) 123 были экономически активными, 47 — неактивными (показатель активности — 72,4 %, в 1999 году было 68,0 %). Из 123 активных жителей работали 115 человек (61 мужчина и 54 женщины), безработных было 8 (6 мужчин и 2 женщины). Среди 47 неактивных 11 человек были учениками или студентами, 19 — пенсионерами, 17 были неактивными по другим причинам.